# Cuộc nổi dậy của Tập đoàn Wagner
Vào ngày 23 tháng 6 năm 2023, lãnh đạo Tập đoàn Wagner Yevgeny Prigozhin cáo buộc Bộ Quốc phòng Nga đã tiến hành một cuộc tấn công vào lực lượng của ông ta và giết chết một số lượng "khổng lồ" lực lượng Wagner. Prigozhin hứa sẽ trả đũa lãnh đạo Bộ Quốc phòng. Prigozhin cho biết phải chấm dứt "cái ác" trong giới lãnh đạo quân đội và thề sẽ "diễu hành vì công lý". Ông cũng cáo buộc Bộ trưởng Quốc phòng, Sergei Shoigu, đưa ra những lời biện minh sai lầm để tiến hành Chiến dịch Quân sự Đặc biệt, bịa ra cả kế hoạch tấn công Nga của chế độ Maidan và NATO, và ông cũng đổ lỗi cho BQP Nga vì những thất bại nặng nề của quân Nga. Prigozhin cho rằng giới tinh hoa phát động cuộc chiến của Nga ở Ukraine nhằm làm lợi. Do đó, Tổng cục An ninh Liên bang Nga (FSB) điều tra hình sự Prigozhin vì tội "kích động nổi dậy vũ trang".
Prigozhin tập kết lực lượng gồm 2,5 vạn lính của mình từ Ukraine rồi tiến vào Rostov-on-Don, Rostov Oblast, giành quyền kiểm soát thành phố này cũng như trụ sở Quân khu phía Nam và tiến về Moscow trong một đoàn xe bọc thép, rồi thề: "Nếu bất kỳ ai cản đường tôi, tôi sẽ phá hủy hết mọi thứ của bọn chúng!" Prigozhin cho biết lực lượng của ông không gặp phải sự kháng cự nào khi tiến vào Rostov-on-Don. Putin tuyên bố hành động của Wagner là hành động phản quốc và cho rằng Prigozhin "đâm sau lưng" tổ quốc, đe dọa sẽ thực hiện "các bước khắc nghiệt" để trấn áp cuộc phản loạn. Bộ Quốc phòng phủ nhận lời buộc tội tấn công vào Wagner của Prigozhin, trong khi tướng Nga Sergey Surovikin kêu gọi lực lượng Wagner hạ vũ khí.
Sau các cuộc đàm phán với tổng thống Belarus Alexander Lukashenko, Prigozhin đồng ý rút lui và vào cuối ngày 24 tháng 6, bắt đầu rút khỏi Rostov-on-Don. Cơ quan An ninh Liên bang Nga đã khởi xướng một vụ án về tội nổi loạn vũ trang theo Điều 279 của Bộ luật Hình sự nhưng sau đó đóng hồ sơ vào ngày 27 tháng 6 và hủy bỏ các cáo buộc.
Ít nhất 13 quân nhân của quân đội Nga đã thiệt mạng trong cuộc nổi dậy, trong khi hai quân nhân Nga đào ngũ đã thiệt mạng khi chiến đấu cùng phe với Wagner.

## Bối cảnh

### Yevgeny Prigozhin và tập đoàn Wagner

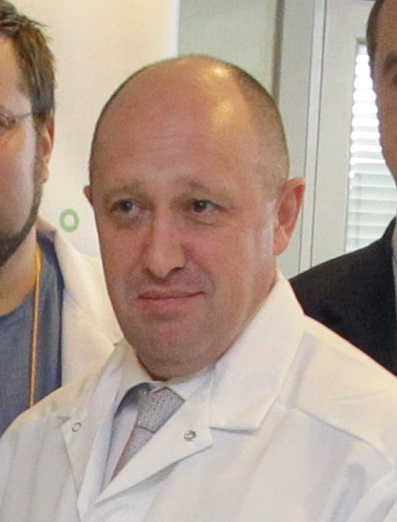
Yevgeny Prigozhin năm 2010

Yevgeny Prigozhin ban đầu nổi tiếng với tư cách là một ông trùm kinh doanh lỗi lạc ở Saint Petersburg, nổi tiếng với hàng loạt nhà hàng được ưa thích. Đoàn thể này cuối cùng đã nuôi dưỡng mối quan hệ tài chính với Putin, người đã tham gia vào chính trị thành phố vào thời điểm đó. Prigozhin trở thành một người bạn tâm giao thân cận của Putin.
Năm 2014, Prigozhin thành lập Tập đoàn Wagner, một công ty quân sự tư nhân của Nga. Mặc dù luật pháp cấm các công ty quân sự tư nhân ở Nga, Wagner vẫn hoạt động tự do dưới sự chấp thuận ngầm của chính phủ. Nhiều nhà phân tích đã nói rằng Tập đoàn Wagner đã được chính phủ sử dụng để tạo điều kiện để có thể phủ nhận hợp lý và che đậy thương vong thực sự cũng như chi phí tài chính cho các can thiệp nước ngoài của Nga.
Chính Vladimir Putin cho biết trong một bài phát biểu được ghi âm trước các quân nhân vào ngày 27.6.2023, tập đoàn Wagner hoàn toàn do chính phủ tài trợ. Họ đã nhận hơn 86 tỷ rúp (1 tỷ USD) từ ngân sách nhà nước trong khoảng thời gian từ tháng 5 năm 2022 đến tháng 5 năm 2023. Nhà hàng và công ty cung cấp thực phẩm Concord, cũng thuộc sở hữu của Prigozhin, mà có hợp đồng cung cấp cho quân đội, đã kiếm được 80 tỷ rúp (940 triệu USD).
Hoạt động như một công cụ trong chính sách đối ngoại và quân sự của Nga, Tập đoàn Wagner nổi lên như một lực lượng chiến đấu đáng gờm ở nhiều khu vực khác nhau, bao gồm cả cuộc xung đột Donbas. Nó đóng một vai trò quan trọng trong quá trình can thiệp quân sự của Nga vào cuộc nội chiến ở Syria, hỗ trợ tổng thống Syria Bashar al-Assad, và chiến đấu trong Chiến tranh Mali, ở Libya và Cộng hòa Trung Phi. Wagner nổi tiếng với những chiến thuật tàn bạo và dính líu đến các tội ác chiến tranh trên khắp Châu Phi, Trung Đông và Ukraine, thực hiện những hành động tàn bạo mà không phải đối mặt với hậu quả.
Tập đoàn này duy trì mối quan hệ chặt chẽ với một số chính phủ châu Phi và thường được tự do khai thác tài nguyên thiên nhiên của các quốc gia để đổi lấy việc chiến đấu cùng với các lực lượng địa phương chống lại phiến quân chống chính phủ. Các hoạt động kinh tế của Wagner ở Châu Phi tiếp tục phát triển trong cuộc xâm lược Ukraine của Nga, với số tiền kiếm được được sử dụng để tài trợ cho cuộc chiến ở Ukraine và các nơi khác.

### Cuộc xâm lược Ukraine và mối thù giữa Wagner-Bộ Quốc phòng

#### Các nỗ lực để giới hạn ảnh hưởng của Prigozhin

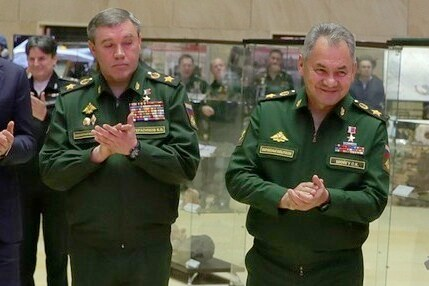
Bộ trưởng Quốc phòng Sergei Shoigu và Tổng tham mưu trưởng Valery Gerasimov là hai mục tiêu nổi bật nhất trong luận điệu của Prigozhin.

Theo các quan chức Hoa Kỳ, Yevgeny Prigozhin đã có mối thù với Bộ Quốc phòng Nga (MoD) "trong nhiều năm" trước cuộc xâm lược toàn diện vào Ukraine, nhưng mối quan hệ ngày càng xấu đi và công khai hơn trong cuộc chiến. Trong những tháng đầu tiên của cuộc xâm lược, Lực lượng bộ binh Nga đã chịu tổn thất đáng kể, nhưng Putin đã trì hoãn việc thông báo huy động lực lượng dự bị. Đáp lại, chính quyền tích cực chiêu mộ lính đánh thuê tham gia vào cuộc xâm lược, dẫn đến ảnh hưởng và quyền lực của Prigozhin và Tập đoàn Wagner ngày càng tăng. Prigozhin đã nhận được các nguồn lực đáng kể, bao gồm cả máy bay riêng của mình, và bắt đầu từ mùa hè năm 2022, anh ta có quyền tuyển mộ các tù nhân từ các nhà tù của Nga vào Wagner để đổi lấy tự do. Tình báo phương Tây ước tính rằng số lượng thành viên Wagner đã tăng từ "vài nghìn" chiến binh vào khoảng năm 2017–2018 lên khoảng 50.000 chiến binh vào tháng 12 năm 2022, với phần lớn là tội phạm được tuyển dụng từ các nhà tù.
Mặc dù chính phủ đã cung cấp cho Wagner những nguồn lực ngày càng lớn nhưng nhóm này không có thẩm quyền pháp lý. Prigozhin không giữ chức vụ chính thức nào và không được bổ nhiệm hay bầu cử, nghĩa là về mặt pháp lý, ông không có thẩm quyền để trả lời. Thêm vào đó, Prigozhin trở nên nổi tiếng quốc tế, từ bỏ cuộc sống cá nhân ẩn dật trước đây của mình. Ông thường xuyên đưa tin từ tiền tuyến khi mặc quân phục. Wagner bắt đầu được coi là quân đội riêng của Prigozhin, hoạt động bên ngoài luật pháp Nga và hệ thống phân cấp quân sự của đất nước. MoD và Bộ Tổng tham mưu không hài lòng với tình hình này và bắt đầu cố gắng hạn chế ảnh hưởng ngày càng tăng của Prigozhin. Vào đầu tháng 2 năm 2023, Prigozhin thông báo rằng Wagner đã ngừng tuyển mộ tù nhân, mà Bộ Quốc phòng Anh giải thích là lệnh cấm của chính phủ đối với việc tuyển dụng như vậy. Sự thay đổi này được cho là sẽ làm giảm khả năng chiến đấu của Tập đoàn.
Ngược lại, Prigozhin thường cáo buộc giới lãnh đạo quân đội Nga thất bại trong việc bảo vệ được lợi ích quốc gia. Vào ngày 1 tháng 10 năm 2022, trong cuộc phản công Kharkiv của Ukraine, đẩy Nga ra khỏi hầu hết khu vực, Prigozhin đã chỉ trích bộ chỉ huy Nga, nói rằng "Tất cả những tên khốn này phải được đưa ra tiền tuyến bằng chân trần chỉ với một khẩu súng tiểu liên." Do ảnh hưởng ngày càng tăng của mình, Prigozhin là một trong số ít người dám phàn nàn về các chỉ huy quân sự với Putin. Prigozhin chủ yếu nhắm vào MoD, mô tả các quan chức của nó là tham nhũng. Tuy nhiên, ông cũng chỉ trích các bộ phận khác của giới thượng lưu Nga, bao gồm các thành viên quốc hội Nga và các nhà tài phiệt Nga, những người mà ông cáo buộc đã cố gắng "đánh cắp mọi thứ thuộc về nhân dân" trong chiến tranh. Trong một tuyên bố của mình, Prigozhin chỉ trích giới thượng lưu Nga và con cái của họ tận hưởng cuộc sống xa hoa và không phải lo lắng trong khi những người dân thường chết trong chiến tranh.  Prigozhin đã so sánh sự tương đồng giữa "sự chia rẽ trong xã hội" này và sự kiện trước Cách mạng Nga năm 1917, cảnh báo về khả năng nổi dậy của "binh lính và những người thân yêu của họ" chống lại sự bất công đó. Viện Nghiên cứu Chiến tranh Anh lưu ý rằng các tuyên bố của Prigozhin đã làm tăng ảnh hưởng của ông trong cộng đồng blogger Nga theo chủ nghĩa dân tộc cực đoan.

#### Căng thẳng leo thang trong và sau trận Bakhmut
Trong trận chiến gian khổ ở Bakhmut, căng thẳng giữa Tập đoàn Wagner và MoD đã leo thang đến mức nghiêm trọng. Prigozhin nhiều lần bày tỏ sự không hài lòng với việc cung cấp đạn dược không đầy đủ của Điện Kremlin. Ông ta đưa ra lời đe dọa rút quân trừ khi yêu cầu của ông ta được đáp ứng, đặc biệt đổ lỗi cho Bộ trưởng Quốc phòng Sergei Shoigu và Tổng tham mưu trưởng Valery Gerasimov về thiệt hại đáng kể về nhân mạng của các chiến binh Wagner, mà ông ta tuyên bố là "hàng chục nghìn" thương vong. Hoa Kỳ ước tính rằng gần một nửa trong số 20.000 binh sĩ Nga thiệt mạng ở Ukraine trong khoảng thời gian từ tháng 12 năm 2022 đến tháng 6 năm 2023 là các chiến binh Wagner đã thiệt mạng ở Bakhmut.
Sau tuyên bố chiến thắng của Nga ở Bakhmut vào cuối tháng 5 năm 2023, Wagner bắt đầu rút quân khỏi thành phố và được thay thế bằng quân chính quy. Tuy nhiên, xung đột nội bộ vẫn tồn tại giữa Wagner và quân đội Nga trong quá trình chuyển đổi này. Prigozhin cáo buộc rằng quân đội đã cố gắng tấn công lực lượng rút lui của ông ta vào cả ngày 3 tháng 6 và ngày 5 tháng 6, và tuyên bố rằng quân đội Nga đã đặt mìn trên con đường mà Wagner rút khỏi Bakhmut. Vào ngày 5 tháng 6 năm 2023, Prigozhin đã phát hành một video trên các kênh truyền thông xã hội của mình với cáo buộc cho thấy Đại tá Roman Venevitin thuộc Lữ đoàn 72 của Nga, thừa nhận đã ra lệnh cho binh lính của mình nổ súng vào quân Wagner đang rút lui, được cho là trong lúc say rượu. Sự kết thúc của trận chiến Bakhmut mà Wagner đóng vai trò chủ chốt có nguy cơ giáng một đòn mạnh vào uy tín và tính hợp pháp của Wagner.
Vào ngày 27 tháng 5 năm 2023, các blogger về quân sự và cựu Bộ trưởng Quốc phòng Cộng hòa Nhân dân Donetsk Igor "Strelkov" Girkin cáo buộc Prigozhin âm mưu sử dụng Tập đoàn Wagner để dàn dựng một cuộc đảo chính ở Nga. Girkin khẳng định thêm rằng Prigozhin đang tích cực vi phạm luật kiểm duyệt chiến tranh năm 2022 của Nga bằng cách công khai chỉ trích bộ chỉ huy cấp cao của Nga và rằng lực lượng của ông ta thực sự đang ở trong tình trạng binh biến. Tuy nhiên, Prigozhin đã bác bỏ những cáo buộc này, khẳng định rằng Tập đoàn Wagner không sở hữu một đội quân đủ lớn để thực hiện một cuộc đảo chính.
Vào ngày 6 tháng 6 năm 2023, Prigozhin công khai cáo buộc rằng những người có thế lực đang cố gắng phá hoại hoạt động kinh doanh ăn uống béo bở của ông với quân đội Nga. Các hợp đồng phục vụ ăn uống là nguồn tạo nên sự giàu có và ảnh hưởng của ông trong hơn một thập kỷ.

#### Lệnh sáp nhập Tập đoàn Wagner
Vào giữa tháng 6 năm 2023, MoD đã ra lệnh cho Tập đoàn Wagner ký hợp đồng với quân đội trước ngày 1 tháng 7, sÁT nhập Wagner như là một bộ phận cấp dưới vào cơ cấu chỉ huy thông thường và giảm ảnh hưởng của Prigozhin. Prigozhin từ chối ký thỏa thuận với lý do Shoigu bị cáo buộc là kém cỏi. Các nguồn từ Meduza cho biết sự thay đổi này sẽ làm suy yếu ảnh hưởng của Prigozhin đối với Wagner và gây nguy hiểm cho các hoạt động kinh doanh sinh lợi của Wagner ở Châu Phi. Prigozhin đã cố gắng lách lệnh buộc Wagner phải phục tùng nhưng không thành công trong khi tăng cường chỉ trích MoD, nói rằng Shoigu nên bị hành quyết và ám chỉ một cuộc nổi dậy của quần chúng chống lại các quan chức bất tài. Prigozhin tin rằng Putin cuối cùng sẽ đứng về phía ông ta trong cuộc đấu tranh chống lại MoD nếu ông ta tiến hành một cuộc binh biến. Các quan chức Điện Kremlin được cho là đã mất cảnh giác trước cuộc nổi dậy, ban đầu họ tin rằng hành động của Prigozhin là một trò bịp bợm nhằm đạt được những nhượng bộ. Họ chỉ nhận ra mức độ nghiêm trọng của tình hình khi quân Wagner chiếm được Rostov-on-Don.

#### Lên kế hoạch nổi loạn
Các cơ quan tình báo Mỹ ghi nhận việc lực lượng Wagner dần dần được xây dựng gần biên giới Nga và Wagner đang dự trữ vật liệu chuẩn bị cho cuộc nổi dậy, đồng thời thu được thông tin về địa điểm và cách thức nhưng không biết được thời điểm cuộc nổi dậy đã lên kế hoạch diễn ra. Tình báo Mỹ bắt đầu dự đoán một cuộc nổi dậy lớn của Wagner vài tuần trước khi nó xảy ra, và đã thu được bằng chứng chắc chắn về cuộc nổi dậy sắp xảy ra trước ngày 21 tháng 6. Prigozhin dường như đã bắt đầu thực hiện kế hoạch này sau quyết định của Bộ Quốc phòng ngày 10 tháng 6 sẽ nhập lực lượng Wagner vào quân đội chính quy. Các phát hiện tình báo nước ngoài chỉ ra rằng cuộc nổi dậy đã được lên kế hoạch từ trước, mâu thuẫn với tuyên bố của Prigozhin rằng quyết định nổi dậy được đưa ra vào ngày 23 tháng 6.

## Nổi loạn

### Tuyên bố của Prigozhin
Trong một video được phát hành vào ngày 23 tháng 6 năm 2023, Prigozhin tuyên bố rằng những lời biện minh của chính phủ Nga về việc xâm lược Ukraine là dựa trên sự dối trá và cuộc xâm lược được thiết kế để phục vụ lợi ích của giới tinh hoa Nga. Ông cáo buộc MoD cố gắng lừa dối công chúng và tổng thống bằng cách miêu tả Ukraine là một thế lực thù địch hung hãn, thậm chí còn lên kế hoạch tấn công với sự hợp tác của NATO. Prigozhin cáo buộc Shoigu và "nhóm đầu sỏ" có động cơ cá nhân để khơi mào chiến tranh. Hơn nữa, ông khẳng định rằng bộ chỉ huy quân đội Nga đã cố tình che giấu số lượng binh sĩ thiệt mạng thực sự ở Ukraine, với số thương vong lên tới 1.000 vào một số ngày nhất định.
Sau đó cũng vào ngày 23 tháng 6, Prigozhin đưa lên một video đã được lưu hành trên các kênh Telegram có liên quan đến Wagner, được cho là cho thấy hậu quả của một cuộc tấn công tên lửa vào trại phía sau của Wagner. Prigozhin cáo buộc Bộ Quốc phòng Nga tiến hành cuộc tấn công mà ông tuyên bố đã giết chết 2.000 chiến binh của mình. MoD phủ nhận cáo buộc tấn công các trại phía sau của Wagner, và Viện Nghiên cứu Chiến tranh Anh không thể xác nhận tính xác thực của video, lưu ý rằng nó "có thể được sản xuất cho mục đích thông tin".
Prigozhin tuyên bố bắt đầu một cuộc xung đột vũ trang chống lại Bộ Quốc phòng trong một thông báo được đăng trên kênh Telegram của dịch vụ báo chí của ông. Khuyến khích những cá nhân quan tâm đến việc tham gia cuộc xung đột chống lại Bộ, ông cáo buộc Shoigu sử dụng pháo binh và máy bay trực thăng để tấn công Wagner. Prigozhin cũng cáo buộc rằng Shoigu đã chạy trốn khỏi Rostov-on-Don một cách hèn nhát vào lúc 9 giờ tối. Ngoài ra, Văn phòng Tổng Công tố Liên bang Nga đã tuyên bố khởi xướng vụ án chống lại Prigozhin theo Điều 279 của Bộ luật Hình sự, liên quan đến tội nổi loạn có vũ trang.
Tướng Nga Sergey Surovikin và Vladimir Alekseyev đã kêu gọi các chiến binh Wagner, bảo họ chấm dứt thái độ thù địch. Channel One Russia do nhà nước điều hành đã phát sóng một "bản tin khẩn cấp", trong đó người dẫn chương trình Ekaterina Andreeva tuyên bố rằng những tuyên bố của Prigozhin liên quan đến các cuộc tấn công bị cáo buộc của lực lượng quân sự chính quy vào các vị trí của Wagner là sai sự thật. Andreeva cũng đề cập rằng Putin đã được thông báo về tình hình đang diễn ra.
Nhiều thành viên của Wagner không được thông báo trước về kế hoạch nổi dậy. Do đó, họ bối rối trước lời kêu gọi vũ trang của Prigozhin và không biết nên tham gia bên nào. Các cựu chiến binh Wagner xuất ngũ được hướng dẫn nên đợi và chờ lệnh từ Prigozhin. Các cá nhân ở Moscow không có bất kỳ mối liên hệ nào với Wagner cho biết đã nhận được các cuộc gọi, dường như là từ Tập đoàn Wagner, thúc giục họ tham gia một cuộc biểu tình ủng hộ cuộc nổi dậy. Những lời kêu gọi tương tự cũng được gửi tới cư dân của Rostov, kêu gọi ủng hộ cuộc nổi dậy.

### Chiếm đóng Rostov-on-Don

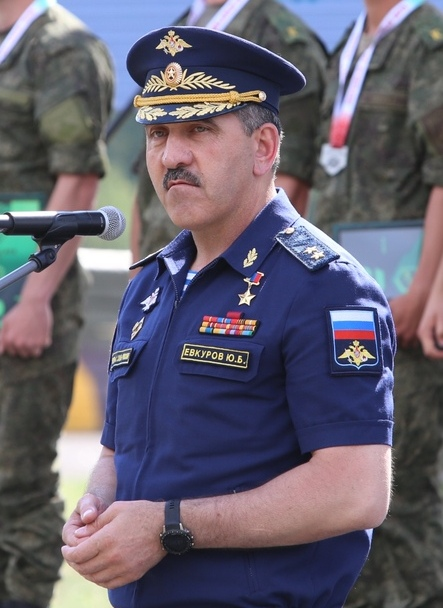
Prigozhin gặp thứ trưởng Bộ quốc phòng Yunus-bek Yevkurov ở Rostov-on-Don. Yevkurov không thuyết phục được Prigozhin rút quân.

Vào sáng sớm ngày 24 tháng 6, lực lượng Wagner đã tiến vào Tỉnh Rostov của Nga từ Luhansk và chiếm đóng Rostov-on-Don vào buổi sáng mà dường như không gặp phải sự kháng cự nào. Lực lượng Wagner chiếm trụ sở Quân khu phía Nam và tạo vành đai ở các đường phố xung quanh. Prigozhin được quay trong sân của tòa nhà trụ sở Quân khu phía Nam. Wagner phòng thủ bằng cách đặt mìn và thiết lập các trạm kiểm soát an ninh ở trung tâm thành phố Rostov.
Prigozhin đã tổ chức một cuộc họp với Thứ trưởng Bộ Quốc phòng Yunus-bek Yevkurov và Phó Tham mưu trưởng Vladimir Alekseyev tại trụ sở chính, trong đó Yevkurov cố gắng thuyết phục Prigozhin rút quân nhưng không thành công. Tiếng súng và tiếng nổ sau đó đã được nghe thấy. Tòa nhà Rostelecom đã bị bắn vào vì những lý do không rõ ràng. Đoạn phim chưa được xác minh gợi ý về các cuộc đụng độ giữa Wagner và quân đội trong thành phố.
Nhiều doanh nghiệp và cơ sở của Rostov vẫn đóng cửa. Chính quyền thành phố khuyên người dân nên ở nhà (dường như ít có tác dụng) nhưng chưa bao giờ đưa ra các biện pháp chống khủng bố. Các cửa hàng địa phương đã giảm giờ hoạt động và hàng dài người xếp hàng tại các trạm xăng. Một số cư dân đã cố gắng tích trữ những thứ cần thiết và một số cố gắng rời khỏi thành phố, gây ra nghẽn đường và xếp hàng tại ga tàu, nhưng không có sự hoảng loạn lan rộng. Một số cư dân đến trung tâm thành phố để gặp những chiến sĩ Wagner; đa số ủng hộ, nhưng một số cư dân đã tranh cãi với những chiến binh. Các chiến binh Wagner hoàn toàn thân thiện với cư dân. Các lực lượng của Wagner sau đó đã kêu gọi dân thường không ra đường vì sự an toàn của chính họ, sau đó súng nổ và các vụ nổ khác đã xảy ra.
Cảnh quay của nhân chứng mô tả một đoàn xe quân sự và dân sự dài đang tiến về thành phố, được cho là bao gồm các lực lượng bán quân sự Chechnya (Kadyrovites), những người có ý định đối đầu với lực lượng Wagner. Theo phương tiện truyền thông nhà nước Chechnya và các báo cáo khác, họ đã không đến được trung tâm đô thị và không tham gia vào bất kỳ hành động thù địch nào. Một chỉ huy của lực lượng Chechnya sau đó nói rằng một số đội của họ đã ở cách "các chiến binh Wagner từ 500-700 mét".

### Tiến về Moskva
Khi Wagner đảm bảo quyền kiểm soát đối với Rostov-on-Don, các đoàn xe Wagner bọc thép bao gồm xe tăng, xe bọc thép, thiết bị phòng không và xe tải dân sự bắt đầu tiến nhanh về phía Moskva (khoảng cách 1.100 kilômét (684 dặm) từ Rostov-on-Don) vào sáng ngày 24 tháng 6. Một đoàn đến từ Rostov và một đoàn khác từ Ukraine bị chiếm đóng đã tiến qua Voronezh Oblast, gặp rất ít kháng cự. Theo một nguồn tin thân cận với giới lãnh đạo Cộng hòa Nhân dân Donetsk, đoàn xe hướng tới Moskva có khoảng 5.000 chiến binh và được chỉ huy bởi chỉ huy cấp cao của Wagner, Dmitry Utkin. Đoàn không cố gắng chiếm bất kỳ thành phố nào mà nó đi qua, nhưng có thể đã chiếm giữ một số căn cứ không quân.
Bên ngoài thủ phủ vùng Voronezh, quân Wagner bị trực thăng tấn công. Wagner troops were attacked by a helicopter. Lực lượng Không quân Nga chịu tổn thất đáng kể khi đối đầu với quân Wagner, với sáu máy bay trực thăng và một máy bay của trung tâm chỉ huy trên không bị bắn rơi.  Ít nhất mười ba quân nhân Nga đã thiệt mạng. Hai tên lửa - có lẽ được bắn bởi các hệ thống phòng không của Wagner - đã đâm trúng vào một kho chứa dầu và sân trong của một khu nhà ở Voronezh. Trớ trêu thay, "ném bom Voronezh" đã là một cụm từ được sử dụng rộng rãi và được dùng như cách viết tắt để mô tả những sai lầm ngớ ngẩn tự hủy hoại của Nga. Các chiến binh của Wagner đã chạy qua Voronezh, cách Moskva hơn nửa đường, và tiếp tục vượt qua Voronezh Oblast suốt sớm chiều mà không tiến vào các thành phố quan trọng. Các bài đăng trên mạng xã hội cũng cho thấy cảnh giao tranh giữa quân Wagner và quân đội ở Voronezh, với Reuters trích dẫn các tường thuật quân sự. Theo báo chí đưa tin, nhóm Wagner nắm quyền kiểm soát tất cả các cơ sở quân sự trong thành phố.
Wagner tiến vào Lipetsk Oblast, cách Moskva khoảng 400 kilômét (250 dặm). Họ đi qua thị trấn Yelets, và tiếp tục đi về phía bắc dọc theo đường cao tốc M4. Tại Lipetsk Oblast, chính quyền đã phá hủy đường cao tốc bằng máy xúc nhằm làm chậm bước tiến của đoàn xe. Một số con đường bị chặn bởi xe tải và xe buýt chở học sinh.  Quân đội thiết lập các tuyến phòng thủ dọc theo sông Oka (chảy ngay phía nam Moscow) và rào chắn các cầu vượt. Các thống đốc của Lipetsk Oblast và Voronezh Oblast kêu gọi tất cả dân thường ở trong nhà, sau các báo cáo về các đoàn xe quân sự và các cuộc đụng độ dọc theo đường cao tốc M4.
Sergei Sobyanin, thị trưởng Moscow, thông báo rằng chế độ chống khủng bố (ru) đang được ban hành ở thủ đô. Xe bọc thép và sự hiện diện ngày càng tăng của lực lượng an ninh đã được quan sát thấy ở Moskva. Chính quyền thành phố dự tính áp dụng lệnh giới nghiêm, và người ta thấy các biển quảng cáo tuyển dụng Wagner đang được vội vã tháo dỡ. Báo  Der Spiegel tường thuật tất cả các chuyến bay ra khỏi Moskva đã bán hết vé khi mọi người cố gắng chạy trốn khỏi đoàn xe đang tới. Theo trang web theo dõi máy bay Flightradar24, chiếc máy bay mà ông Putin sử dụng đã rời Moskva và bay về phía St. Petersburg. Theo người phát ngôn Điện Kremlin Dmitry Peskov, ông Putin không có mặt trên tàu và vẫn ở trong Điện Kremlin. Các nhà chức trách cũng công bố các hạn chế đi lại ở Kaluga Oblast, nơi giáp ranh với Moskva, với Thống đốc Vladislav Shapsha yêu cầu người dân "hạn chế di chuyển bằng phương tiện cá nhân trên những con đường này trừ khi thực sự cần thiết".
Trong khi đó, Cơ quan An ninh Liên bang (FSB) đã đột kích vào trụ sở của Wagner ở Saint Petersburg. Các báo cáo chưa được xác nhận trên phương tiện truyền thông Nga cho biết các hộp các tông chứa 4 tỷ rúp (47 triệu đô la) đã được thu hồi từ các xe cộ gần văn phòng, và số tiền mặt đó bằng đô la, súng ngắn, thỏi vàng và gói bột trắng không rõ là gì cũng bị thu giữ. Prigozhin nói rằng số tiền này được dùng để trả lương cho nhân viên, bồi thường cho thân nhân của các chiến binh Wagner đã chết và các chi phí khác của công ty, và ám chỉ đến các hoạt động gây ảnh hưởng bí mật trên toàn cầu của Wagner - bao gồm cả ở Châu Phi và Hoa Kỳ - cần phải được tiến hành bằng tiền mặt. Olga Romanova, nhà báo và lãnh đạo của tổ chức dân quyền Nga Russia Behind Bars, đã cáo buộc FSB đe dọa người thân của những người bị kết án do Wagner tuyển dụng từ sáng sớm ngày 24 tháng 6.

## Giải pháp
Prigozhin được cho là đã đích thân cố gắng thiết lập liên lạc với chính quyền tổng thống vào giữa ngày 24 tháng 6, kể cả với chính Putin, người đã từ chối nói chuyện với Prigozhin. Các cuộc đàm phán cuối cùng được báo cáo là do chánh văn phòng Anton Vaino, thư ký Hội đồng An ninh Nikolai Patrushev và đại sứ Nga tại Belarus Boris Gryzlov tiến hành. Prigozhin được cho là đã đòi hỏi các cuộc đàm phán phải bao gồm các quan chức hàng đầu, với việc Putin từ chối tham gia sẽ mở đường cho sự can thiệp của Tổng thống Belarus Alexander Lukashenko.
 Lukashenko được cho là đã nói chuyện với Prigozhin theo yêu cầu của Putin, môi giới dàn xếp trong đó các chiến binh Wagner đồng ý dừng bước tiến của họ và quay trở lại căn cứ của họ để đổi lấy sự đảm bảo an toàn cho họ.
Trong một tuyên bố phát thanh, Prigozhin tuyên bố rằng ông ta đã chấp nhận thỏa thuận để ngăn chặn đổ máu và nhắc lại động cơ của mình cho cuộc nổi dậy:
Họ muốn giải tán công ty quân sự Wagner. Chúng tôi bắt đầu hành trình đòi công lý vào ngày 23 tháng 6. Trong 24 giờ, chúng tôi đã đến cách Moscow khoảng 200 km. Trong thời gian này, chúng tôi đã không làm đổ một giọt máu của các chiến sĩ của mình. Bây giờ đã đến lúc máu có thể đổ. Hiểu rõ trách nhiệm [về khả năng] máu Nga sẽ đổ sang một bên, chúng tôi cho các đoàn xe của mình quay trở lại về các trại dã chiến theo kế hoạch.— Yevgeny Prigozhin, Voice of America

Vào khoảng 11:00 tối. (GMT+3) vào ngày 24 tháng 6, Tập đoàn Wagner bắt đầu rút lực lượng mình ra khỏi Rostov-on-Don. Các video lan truyền trên mạng xã hội Nga cho thấy cư dân Rostov-on-Don cổ vũ khi quân đội Wagner rời thành phố, thậm chí một số người còn tiến đến bắt tay Prigozhin. Khi được yêu cầu bình luận về kết quả của cuộc nổi dậy trong video cuối cùng được biết về ông ta trong cuộc nổi loạn, Prigozhin trả lời một cách nhẹ nhàng: "Đó là điều bình thường, chúng tôi đã cổ vũ mọi người". Ngày 25 tháng 6, lực lượng Wagner bắt đầu rút khỏi Voronezh. Lực lượng Wagner được cho là đã quay trở lại vị trí của họ ở miền đông Ukraine bị chiếm đóng.
Người phát ngôn Điện Kremlin Dmitry Peskov thông báo rằng các cáo buộc chống lại Prigozhin sẽ được bãi bỏ và Prigozhin sẽ được gửi tới Belarus. Theo Peskov, các chiến binh Wagner sẽ không bị truy tố và những người không tham gia vào cuộc nổi dậy sẽ có tùy chọn ký hợp đồng với Bộ Quốc phòng. Ông nói rằng toàn bộ tổ chức Wagner sẽ quay trở lại các địa điểm triển khai thời chiến trước đây. Văn phòng của Putin được cho là đã bày tỏ lòng biết ơn đối với Lukashenko vì những nỗ lực của ông trong việc chấm dứt cuộc nổi loạn.

## Phản ứng

### Quốc nội

#### Phát biểu Putin
Vladimir Putin phát biểu trước quốc dân vào ngày 24 tháng 6, gọi hành động của nhóm Wagner là "phản quốc" và hứa sẽ thực hiện "các bước khắc nghiệt" để trấn áp cuộc nổi dậy. Ông tuyên bố tình hình đe dọa sự tồn tại của chính nước Nga, tương đồng với Cách mạng Nga, xảy ra khi Đế quốc Nga chiến đấu ở Mặt trận phía Đông của Thế chiến I và dẫn đến việc mất các lãnh thổ trong Hiệp ước Brest-Litovsk. Putin cũng kêu gọi lực lượng Wagner, những người "do lừa dối hoặc đe dọa" đã bị "lôi kéo" tham gia vào cuộc nổi dậy.
Đáp lại, Prigozhin tuyên bố rằng mục tiêu chính của ông là loại bỏ Shoigu và Gerasimov khỏi chức vụ và nhắc lại cáo buộc tham nhũng của ông đối với MoD.
Sau khi phát sóng bài phát biểu của Putin, các đài truyền hình trở lại chương trình theo lịch trình của họ.

#### Các nhân vật chính quyền
Các chính trị gia của Nga kêu gọi Prigozhin ngừng nổi loạn và bày tỏ sự ủng hộ đối với Putin. Dmitry Medvedev, lãnh đạo của Nước Nga Thống nhất, phó chủ tịch Hội đồng An ninh Nga, và cựu tổng thống Nga, tuyên bố rằng "thế giới sẽ đứng trước bờ vực hủy diệt" nếu Wagner có thể nắm quyền kiểm soát chính phủ và giành được quyền tiếp cận vũ khí hạt nhân.
Người đứng đầu Cộng hòa Chechnya, Ramzan Kadyrov, gọi tình huống này là "phản quốc", và tuyên bố rằng quân đội của ông đang trên đường đến "khu vực căng thẳng" để "bảo vệ các đơn vị của Nga và bảo vệ vị thế nhà nước". Thượng phụ Kirill của Moscow, thuộc Giáo hội Chính thống Nga, kêu gọi người Nga cầu nguyện cho Putin.

#### Phe đối lập Nga chống chiến tranh
Các nhóm đối lập của Nga đã phản ứng theo nhiều cách khác nhau. Cựu trùm dầu mỏ lưu vong và nhân vật đối lập Mikhail Khodorkovsky kêu gọi người Nga ủng hộ Prigozhin, nói rằng điều quan trọng là phải ủng hộ "ngay cả ác quỷ" nếu ông quyết định đối đầu Điện Kremlin, nhưng sau đó kêu gọi người Nga tự trang bị vũ khí, đồng thời tuyên bố rằng "Prigozhin không phải là bạn của chúng tôi và thậm chí không phải là đồng minh của chúng tôi". Tổ chức Chiến đấu của những người Cộng sản vô chính phủ đã đưa ra một thông cáo, nói rằng "cả chế độ Putin và Prigozhin đều không phải là bạn của chúng tôi. Trong cuộc chiến giữa hai kẻ ăn thịt người này, những kẻ vô chính phủ nên tránh xa—hãy để họ làm tổn thương nhau nhiều nhất có thể. Bằng cách đó, họ sẽ không thể làm phiền mọi người trong tương lai."
Lãnh đạo Quân đoàn tình nguyện Nga Denis Kapustin đã ca ngợi Prigozhin, nói rằng mặc dù ông và Prigozhin có những khác biệt lớn về ý thức hệ, nhưng ông coi Prigozhin là "một người yêu nước của Nga." Sau đó, ông kêu gọi tham gia cuộc nổi dậy. Quân đoàn Tự do của Nga đã so sánh các sự kiện với những sự kiện trong Cách mạng Nga, nhưng khuyên độc giả hãy nhớ đến vô số tội ác chiến tranh của Wagner, đồng thời kêu gọi mọi người không "quy kết danh dự và lòng dũng cảm quân sự cho [Prigozhin] vốn không tồn tại."

#### Những người theo chủ nghĩa dân tộc cực đoan và blogger quân sự Nga
Theo ISW, những người theo chủ nghĩa dân tộc cực đoan ủng hộ chiến tranh của Nga đã bị chia rẽ giữa "những người muốn vượt qua cuộc nổi loạn" và những người khác yêu cầu yêu cầu giải pháp cho những lỗ hổng trong an ninh của Nga do cuộc nổi dậy để lộ ra. Igor "Strelkov" Girkin kêu gọi xử tử Prigozhin vì tội nổi loạn và "giết" các sĩ quan Nga, yêu cầu đó là "điều cần thiết để bảo tồn nước Nga như một quốc gia."

### Quốc tế
Các nhà lãnh đạo phương Tây phần lớn tránh bình luận trực tiếp về cuộc nổi loạn khi nó đang diễn ra và ngay sau đó, vì sợ rằng Putin sẽ cho rằng đó là một âm mưu của nước ngoài, trong khi lo ngại về quyền kiểm soát kho vũ khí hạt nhân của Nga được nêu ra. Tổng thống Joe Biden đã thảo luận về tình hình với tổng thống Pháp Emmanuel Macron, thủ tướng Đức Olaf Scholz và thủ tướng Anh Rishi Sunak. Trong một cuộc điện đàm vào ngày 24 tháng 6, tổng thống Thổ Nhĩ Kỳ Recep Tayyip Erdoğan thông báo với Putin rằng Thổ Nhĩ Kỳ sẵn sàng giúp tìm ra một "giải pháp hòa bình", đồng thời kêu gọi ông hành động theo lẽ thông thường.
Tại Gruzia, cũng có những lời kêu gọi đóng cửa biên giới với Nga, nhưng Bộ Nội vụ Gruzia tuyên bố rằng điều đó hiện không cần thiết.
Các quan chức Ukraine, bao gồm Tổng thống Volodymyr Zelenskyy và cố vấn của ông Mykhailo Podolyak, tuyên bố rằng cuộc nổi dậy là bằng chứng cho thấy sự bất ổn chính trị, "sự yếu kém" và đấu đá nội bộ của giới thượng lưu Nga., Ngoại trưởng Dmytro Kuleba gọi cuộc nổi dậy là cơ hội để cộng đồng quốc tế "từ bỏ thái độ trung lập giả tạo" đối với Nga và cung cấp cho Kyiv mọi vũ khí cần thiết để đẩy lực lượng Nga ra khỏi Ukraine.
Ngoại trưởng Moldova Nicu Popescu nói rằng các sự kiện ở Nga là bằng chứng cho thấy Moldova phải tiếp tục con đường rời khỏi "không gian hủy diệt và chiến tranh Á-Âu" và hướng tới Liên minh châu Âu để đảm bảo hòa bình, ổn định và dân chủ trong nước.
Lãnh đạo phe đối lập Belarus Sviatlana Tsikhanouskaya tuyên bố trên Twitter rằng cuộc nổi dậy đã phơi bày "điểm yếu" của Putin và các chế độ độc tài khác, và tuyên bố rằng "Chúng ta phải nắm bắt thời điểm này ngay bây giờ." Chỉ huy trung đoàn Kastuś Kalinoŭski Dzianis Prokharaŭ (be) bày tỏ quan điểm tương tự trong một video trên mạng xã hội, kêu gọi quân nhân Belarus không can thiệp vào các sự kiện. Valery Sakhashchyk, Đại diện phụ trách Quốc phòng và An ninh Quốc gia trong Nội các Chuyển tiếp Thống nhất Belarus lưu vong, kêu gọi một quyết định nhanh chóng để "tận dụng [cơ hội] lịch sử và trở thành một quốc gia châu Âu thịnh vượng" hoặc "mất tất cả". Ông kêu gọi quân đội Belarus khẳng định nền độc lập của Belarus khỏi Nga, "đoàn kết quốc gia" và "theo làn sóng của chúng ta và giữ liên lạc".
Một quan chức Bộ Ngoại giao Belrusian mô tả cuộc nổi dậy là một "món quà cho tập thể phương Tây".
Milorad Dodik, tổng thống của Republika Srpska, đã lên tiếng ủng hộ Putin trong "những nỗ lực của ông nhằm duy trì hòa bình và ổn định nội bộ ở Nga cũng như khôi phục trật tự trong quân đội và các lực lượng khác", cũng như Bắc Triều Tiên và Trung Quốc. Muhoozi Kainerugaba, con trai của Tổng thống Uganda và là chỉ huy của Bộ Tư lệnh Lực lượng Đặc biệt, tuyên bố rằng Uganda có thể gửi binh lính đến Nga để giúp Putin chống lại cuộc nổi dậy nếu cần thiết.